# Équipe cycliste Génial Lucifer
Pour les articles homonymes, voir Lucifer (homonymie).
L'équipe cycliste Génial Lucifer est une équipe française de cyclisme sur route des années 1920, 30 et 1940 (précisément, de 1927 à 1949). Son sponsor principal, Génial Lucifer, était une entreprise de fabrication de cycles et de motocycles. L'équipe a fréquemment eu, comme second sponsor, les pneumatiques Hutchinson.

## Histoire
Les coureurs de l'équipe ont remporté de nombreux succès sur le Tour de France, mais en portant le maillot d'équipes nationales ou régionales. Ainsi, Charles Pélissier s'adjuge cinq étapes en 1931 et deux en 1935, Raymond Louviot en gagne deux en 1934. Jean Robic remporte quant à lui avec l'équipe de l'Ouest le Tour de France 1947 et trois étapes.

## Principaux résultats

### Compétitions internationales
- Critérium des As : 1932, 1935, 1936 (Ernest Terreau)
- Critérium national de la route : 1936 (Paul Chocque), 1938 (Pierre Jaminet)
- Grand Prix des Nations : 1933 (Raymond Louviot)

### Classiques
- Bordeaux-Paris :  1936 (Paul Chocque)
- Milan-San Remo 1934 (Jef Demuysere)
- Paris-Alençon : 1945 (Louis Caput)
- Paris-Caen : 1936 (Émile Ignat), 1939 (Louis Thiétard)

### Courses par étapes
- Tour du Vaucluse 1935 (Jean Bidot)

### Bilan sur les grands tours
- Tour de France
  - 1 participation : 1929
  - Victoire d'étape
    - 2 en 1929 : (Jef Demuysere, Gustave Van Slembrouck)

- Tour d'Espagne
  - 1 participation : 1942
  - 2 victoires d'étapes 
    - 2 en 1942 : Louis Thiétard (2)

### Championnats nationaux
- Championnat de France sur route : 1934 (Raymond Louviot)
- Championnat de Belgique sur route : 1933 (Louis Duerloo)

## Effectifs
- 1927
  - Émile Aerts

- 1929
  - Jef Demuysere
  - Gustave Van Slembrouck

- 1930
  - Jef Demuysere
  - Henri Suter
  - Gustave Van Slembrouck
  - Pierre Hirschinger

- 1931
  - Raymond Louviot
  - Charles Pélissier
  - Gustave Van Slembrouck

- 1932
  - Raymond Louviot
  - Charles Pélissier
  - Ernest Terreau
  - Gustave Van Slembrouck

- 1933
  - Louis Duerloo
  - Léon Level
  - Raymond Louviot
  - Charles Pélissier
  - Ernest Terreau

- 1934
  - Émile Diot
  - Louis Duerloo
  - Léon Level
  - Raymond Louviot
  - Charles Pélissier
  - Ernest Terreau

- 1935
  - Jean Bidot
  - Émile Diot
  - Louis Duerloo
  - Raymond Louviot
  - Jules Lowie
  - Ernest Terreau

- 1936
  - Émile Diot
  - Louis Duerloo
  - Émile Ignat
  - Pierre Jaminet
  - Jules Lowie
  - Albert Perikel
  - Ernest Terreau
  - Louis Thiétard

- 1937[3]
  - Jean Bidot
  - Paul Chocque
  - Émile Diot
  - Émile Ignat
  - Pierre Jaminet
  - Jean Noret
  - Louis Thiétard
  - Lucien Weiss
  - Benoît Faure
  - Albert Gabard
  - Julien Moineau
  - Jean Bono
  - Pierre Levert

- 1938
  - Paul Chocque
  - Émile Ignat
  - Pierre Jaminet
  - Jean Noret
  - Louis Thiétard

- 1939
  - Paul Chocque
  - Émile Ignat
  - Jean Noret
  - Louis Thiétard

- 1940
  - Louis Thiétard

- 1941
  - Paul Chocque
  - Émile Ignat
  - Louis Thiétard

- 1942
  - Émile Ignat
  - Léon Level
  - Auguste Mallet
  - Éloi Tassin
  - Louis Thiétard

- 1943
  - Paul Chocque
  - Jean Robic

- 1944
  - Jean Robic

- 1945
  - Louis Caput
  - Jean Robic

- 1946
  - Robert Chapatte
  - Jean Robic

- 1947
  - Jean Robic

- 1948
  - Robert Charpentier
  - Jean Robic

- 1949
  - Pierre Jaminet